# Canadien junior de Montréal
Le Canadien junior de Montréal  est une franchise junior de hockey sur glace d'Amérique du Nord. L'équipe évolue dans la Ligue de hockey junior du Québec de 1933 à 1961, puis dans la Ligue de hockey de l'Ontario de 1961 à 1972. Le Canadien junior évolue dans le Forum de Montréal à Montréal, au Québec.

## Histoire
Le Canadien junior est une équipe affiliée à la franchise des Canadiens de Montréal de la Ligue nationale de hockey (LNH) du début des années 1930. L'équipe a duré jusqu'en 1963 et le premier repêchage de la LNH. L'équipe a joué originellement dans la Ligue de hockey junior du Québec, la LHJMQ n'existant pas à l'époque.
En 1961, la franchise déménage et évolue dans la Ligue de hockey de l'Ontario pour compétitionner au niveau junior.

### 1950
Au cours des séries éliminatoires de la ligue du Québec, le Canadien junior élimine tour à tour les Citadelles de Québec puis les Saint Marys de Halifax, ces derniers ayant déclaré forfaits après les deux premiers matchs gagnés 11 à 3 et 10 à 1 par le Canadien junior. Par la suite, l'équipe élimine les Biltmore Mad Hatters de Guelph et gagne ainsi le droit de représenter l'est canadien pour la Coupe Memorial.
La finale oppose alors deux équipes affiliées aux Canadiens : le Canadien junior contre les Pats de Regina. Ces derniers furent battus par le Canadien junior sur le score de 4 matchs à  : 
1. Montréal 8-7 Regina (Forum de Montréal)
2. Montréal 5-2 Regina (Forum de Montréal)
3. Montréal 5-1 Regina (Maple Leaf Gardens)
4. Regina 7-4 Montréal (Forum de Montréal)
5. Montréal 6-3 Regina (Forum de Montréal)

### 1969
En finale du championnat de l'Association de hockey de l'Ontario (ancien nom de la LHO), le Canadien junior bat les Black Hawks de Saint-Catharines puis en finale de la Coupe Richardson, il bat 3 matchs à 1 les Éperviers de Sorel. L'effectif de Montréal compte cette année-là pas moins de treize recrues avec l'ancien gardien de but des Red Wings de Hamilton, Jim Rutherford.
19 ans plus tard, les deux mêmes équipes s'affrontent en finale de la Coupe Memorial avec les deux premiers matchs joués au Forum de Montréal alors que les deux seconds furent joués sur la glace des Pats.
1. Montréal 5-3 Regina (Forum de Montréal)
2. Montréal 7-2 Regina (Forum de Montréal)
3. Montréal 5-2 Regina (Stade d'exhibition)
4. Montréal 8-6 Regina (Stade d'exhibition)

### 1970
Le Canadien junior de 1970 a fini premier de la ligue et gagna dans les séries successivement contre les 67's d'Ottawa, contre les Black Hawks de Saint-Catharines avant de jouer la finale contre les Marlboros de Toronto. Le Canadien junior gagna la Coupe J.-Ross-Robertson avant de jouer contre les Greyhounds de Sault Ste. Marie, champion de l'association de hockey de l'Ontario du nord.
Montréal gagna le premier match 6 à 2 avant de perdre 5 à 4 le second match. Ce fut la première fois de l'histoire qu'une franchise du nord battait une franchise de la AHO durant les séries. Les trois matchs suivants furent remportés par le Canadien junior sur le score de 10-1, 9-2 et 20-1.
Pour la Coupe Richardson, le Canadien junior joua contre le champion de la ligue de hockey du Québec, les Remparts de Québec avec Guy Lafleur dans l'effectif de ces derniers. Malgré Lafleur, le Canadien junior gagna trois matchs à zéro devant une foule de plus de 14 000 personnes à Québec et de 18 000 à Montréal.
Pour la finale de la Coupe Memorial 1970, le Canadien junior affronta les Red Wings Weyburn de la Ligue de hockey junior de la Saskatchewan. Ces derniers étaient entraînés par Stan Dunn et produisirent un jeu physique mais le Canadien l'emporta tout de même.
1. Montréal 9-4 Weyburn (Forum de Montréal)
2. Montréal 6-2 Weyburn (Forum de Montréal)
3. Montréal 5-4 Weyburn (Forum de Montréal)
4. Montréal 6-5 Weyburn (Forum de Montréal)

### Transfert dans la LHJMQ
En 1972 la Ligue de hockey junior majeur du Québec existe maintenant depuis trois saisons et les québécois veulent à tout prix une franchise de hockey de la LHJMQ dans la ville de Montréal. Finalement le Canadien junior décide de changer de ligue et l'AHO en réaction donnent une suspension d'un an à la franchise.
Celle-ci se renomme alors Bleu-Blanc-Rouge de Montréal.  La franchise sanctionnée par l'AHO est recréée en 1973-74 à Kingston en Ontario, avec de nouveaux dirigeants et de nouveaux joueurs. Malgré tout, l'équipe garde une partie du nom premier et s'appelle les Canadians de Kingston.

## Championnats
| Coupe Memorial Championnat national. - 1950 Champions contre Pats de Regina - 1969 Champions contre Pats de Regina - 1970 Champions contre Red Wings de Weyburn                                                                        | Trophée George-Richardson Championnat de l'Est canadien. - 1943 Perdu contre les Generals d'Oshawa - 1946 Perdu contre les St. Michael's Majors de Toronto - 1947 Perdu contre les St. Michael's Majors de Toronto - 1950 Champions contre Biltmore Mad Hatters de Guelph - 1952 Perdu contre les Biltmore Mad Hatters de Guelph - 1956 Perdu contre les Marlboros de Toronto - 1969 Champions contre les Éperviers de Sorel (Black Hawks) - 1970 Champions contre les Remparts de Québec |
| | |
| Coupe J.-Ross-Robertson Championnat de l'Association de Hockey de l'Ontario. - 1964 Perdu contre les Marlboros de Toronto - 1969 Champions contre les Black Hawks de Saint-Catharines - 1970 Champions contre les Marlboros de Toronto | Trophée Hamilton Spectator Première position au classement général de la saison régulière de l'OHA. - 1961-1962 73 points (34 victoires, 5 matchs nuls) - 1968-1969 80 points (37 victoires, 6 matchs nuls) - 1969-1970 79 points (37 victoires, 5 matchs nuls) |

## Entraîneurs
- Sam Pollock et Billy Reay ont été les entraîneurs de la Coupe Memorial de 1950.
- Claude Ruel fut l'entraîneur des deux premières saisons dans la ligue de l'Ontario (il gagnera plus tard la Coupe Stanley avec les Canadiens de Montréal en 1969).
- L'ancien gardien de but Yves Nadon fut l'entraîneur de l'équipe lors des premières finales en 1964.
- Roger Bédard fut l'entraîneur qui amena l'équipe à la Coupe Memorial en 1969 et 1970.

## Joueurs

### Honneurs de l'OHA
| Trophée Red-Tilson Meilleur joueur de la saison AHO. - 1963-1964 Yvan Cournoyer - 1968-1969 Réjean Houle - 1969-1970 Gilbert Perreault Trophée Eddie-Powers Meilleur pointeur de la saison AHO. - 1961-1962 André Boudrias - 1963-1964 André Boudrias - 1968-1969 Réjean Houle | Trophée Max-Kaminsky Meilleur défenseur de la saison. - 1970-1971 Jocelyn Guevremont Trophée Dave-Pinkney Gardien avec la plus petite moyenne de buts encaissés. - 1961-1962 George Holmes - 1965-1966 Ted Ouimet - 1968-1969 Wayne Wood et Ted Tucker Trophée William-Hanley Meilleur état d'esprit de la ligue. - 1968-1969 Réjean Houle |

### Joueurs au Temple de la renommée du hockey
| LHJQ (1933-1961)                                                       | OHA (1961-1972)                                                        | OHA (1961-1972)                                                               |
| ---------------------------------------------------------------------- | ---------------------------------------------------------------------- | ----------------------------------------------------------------------------- |
| - Émile Butch Bouchard - Dickie Moore - Jacques Plante - Henri Richard | - Yvan Cournoyer - Jacques Laperrière - Guy Lapointe - Jacques Lemaire | - Craig Patrick (Catégorie des bâtisseurs) - Gilbert Perreault - Serge Savard |

## Résultats par saison

### Classements dans la LHO
| Saison  | PJ | V  | D  | N  | Pts | %V   | BP  | BC  | Classement   |
| ------- | -- | -- | -- | -- | --- | ---- | --- | --- | ------------ |
| 1961-62 | 50 | 34 | 11 | 5  | 73  | 73,0 | 230 | 138 | 1er de l'OHA |
| 1962-63 | 50 | 27 | 14 | 9  | 63  | 63,0 | 201 | 146 | 2d de l'OHA  |
| 1963-64 | 56 | 35 | 16 | 5  | 75  | 67,0 | 289 | 188 | 2d de l'OHA  |
| 1964-65 | 56 | 20 | 28 | 8  | 48  | 42,9 | 215 | 214 | 5e de l'OHA  |
| 1965-66 | 48 | 24 | 15 | 9  | 57  | 59,4 | 200 | 147 | 2d de l'OHA  |
| 1966-67 | 48 | 16 | 23 | 9  | 41  | 42,7 | 176 | 204 | 7e de l'OHA  |
| 1967-68 | 54 | 39 | 12 | 3  | 81  | 75,0 | 261 | 170 | 2d de l'OHA  |
| 1968-69 | 54 | 37 | 11 | 6  | 80  | 74,1 | 303 | 171 | 1er de l'OHA |
| 1969-70 | 54 | 37 | 12 | 5  | 79  | 73,1 | 316 | 200 | 1er de l'OHA |
| 1970-71 | 62 | 35 | 19 | 8  | 78  | 62,9 | 295 | 235 | 4e de l'OHA  |
| 1971-72 | 63 | 13 | 40 | 10 | 36  | 28,6 | 237 | 315 | 9e de l'OHA  |

### Séries éliminatoires
- 1961-62 Défaite en demi-finale contre les Flyers de Niagara Falls 8 points à 4.
- 1962-63 Victoire contre les Petes de Peterborough 9 points à 3 en demi-finale. 
Défaite contre les Flyers de Niagara Falls 8 points à 0 en finale de l'AHO.
- 1963-64 Victoire contre les Petes de Peterborough 8 points à 2 en quarts de finale. 
Victoire contre les Black Hawks de Saint-Catharines 9 points à 5 en demi-finale. 
 Défaite contre les Marlboros de Toronto 9 points à 1 en finale.
- 1964-65 Défaite contre les Marlboros de Toronto 9 points à 7 en quarts de finale.
- 1965-66 Victoire contre les Red Wings d'Hamilton 8 points à 0 en quarts de finale. 
Défaite contre les Generals d'Oshawa 8 points à 2 en demi-finale.
- 1966-67 Défaite contre les Marlboros de Toronto 8 points to 4 en quarts de finale.
- 1967-68 Victoire contre les Black Hawks de Saint-Catharines 9 points à 1 en quarts de finale. 
Défaite contre les Flyers de Niagara Falls 8 points to 4 en demi-finale.
- 1968-69 Victoire contre les Red Wings de Hamilton 8 points à 0 en quarts de finale. 
Victoire contre les Petes de Peterborough 8 points à 0 en demi-finale. 
Victoire contre les Black Hawks de Saint-Catharines 9 points à 1 en finale, Champion de l'AHO
Victoire contre les Pats de Regina en finale de la Coupe Memorial.
- 1969-70 Victoire contre les 67's d'Ottawa 8 points à 2 en quarts de finale. 
Victoire contre les Black Hawks de Saint-Catharines 8 points à 0 en demi-finale. 
Victoire contre les  Marlboros de Toronto 8 points à 6 en finale, Champion de l'AHO
Victoire contre les Red Wings de Weyburn en finale de la Coupe Memorial.
- 1970-71 Victoire contre les Knights de London 8 points à 0 en quarts de finale. 
Défaite contre les Black Hawks de Saint-Catharines 9 points à 5 en demi-finale.
- 1971-72 Ne participe pas aux séries éliminatoires.

## Aréna
Au début des années 1950, le Canadien junior disputait ses parties sur la glace de l'Auditorium d'Ottawa et vers la fin de l'année 1958, il déménagea ses pénates à l'aréna de Hull. En 1966, il déménageait à Montréal.
Les Canadiens Juniors jouaient leur match au Forum de Montréal sur la même glace que les Canadiens de Montréal de la LNH. Le Forum de Montréal a également accueilli la Coupe Memorial de 1950, 1968, 1969, 1970, 1973 et 1976.  Par la suite, il poursuivit ses activités à Kingston dans la Ligue Junior Majeure de l'Ontario.